# Omalodes faustus
Omalodes faustus är en skalbaggsart som beskrevs av Wilhelm Ferdinand Erichson 1834. Omalodes faustus ingår i släktet Omalodes och familjen stumpbaggar. Inga underarter finns listade i Catalogue of Life.